# ۶۴۸ (قمری)
۶۴۸ (قمری)، ششصد و چهل و هشتمین سال در گاهشماری هجری قمری است. اول محرم این سال برابر با پنجم آوریل سال ۱۲۵۰ میلادی است.

## زادگان
- ۲۹ رمضان - علامه حلی، از علمای شیعه قرن ۷ قمری